# Ley de libertad de ocupación
Ley de libertad de ocupación es el nombre con el que se conoce una de las leyes fundamentales de Israel. El propósito de esta Ley Fundamental es proteger la libertad de ocupación, con el fin de establecer en una Ley Básica los valores del Estado de Israel como Estado judío y democrático.